# أنارك (غرمسار كرمان)
أنارك (بالفارسية: انارک) هي قرية تقع في إيران في قسم غرمسار الریفي.